# Sewanviertel
Das Sewanviertel ist eine Großwohnsiedlung im Ortsteil Friedrichsfelde des Berliner Bezirks Lichtenberg. Es wurde 1961 bis 1966 als erstes größeres Ost-Berliner Neubauviertel unter dem Namen Hans-Loch-Viertel errichtet. Seit Umbenennung der namensgebenden Straße in Sewanstraße im Jahr 1992 wird auch das umgebende Straßennetz mit den Wohngebäuden als Sewanviertel bezeichnet.

## Lage
Das Sewanviertel liegt beiderseits der Sewanstraße. Es wird im Norden von der Rummelsburger Straße, im Osten von der Straße Am Tierpark, im Süden von der VnK-Strecke der Bahn und im Westen von der Ortsteilgrenze zu Rummelsburg begrenzt.

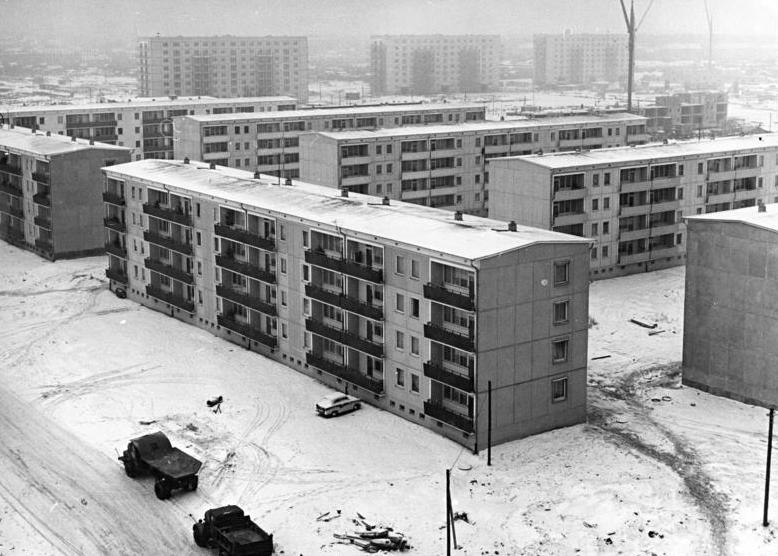
Hans-Loch-Straße 1963

## Geschichte
Das Neubauviertel entstand 1961–1966 auf einem ehemaligen Laubengelände beiderseits des damaligen Triftweges (heute Sewanstraße) nach Entwürfen der Kollektive Werner Dutschke / Gerd-Heinz Brüning (Städtebau), Leopold Wiel / Günther Kabus / Wolfgang Radtke / Gerhard Hoelke (Hochbau) und Heinz Peldszus (Grünplanung). Es erhielt den Namen Hans-Loch-Viertel nach dem ein Jahr zuvor verstorbenen Finanzminister der DDR, dem LDPD-Politiker Hans Loch.

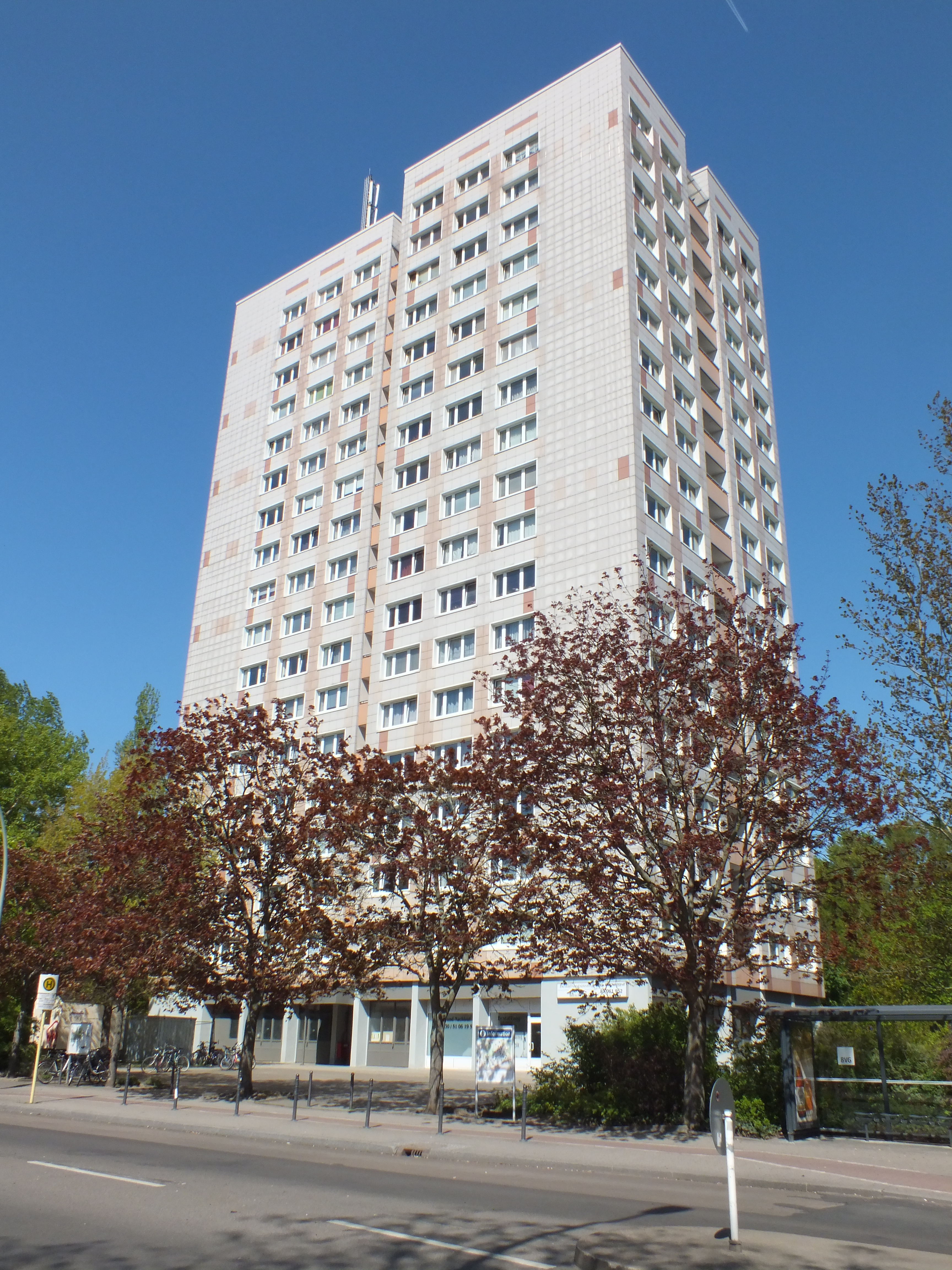
Hochhaus Sewanstraße 233

Auf 80 Hektar Fläche wurden circa 5000 Wohneinheiten für etwa 15.000 Einwohner gebaut. Das Viertel besteht überwiegend aus viergeschossigen Wohnzeilen aus geschosshohen Großplatten vom Typ QX aus der Wohnungsbauserie Q3A. Drei elfgeschossige Punkthochhäuser stehen im Zentrum. 1963 entstand ein zehngeschossiges Mittelganghaus an der Schwarzmeerstraße. In südlicher Richtung wurde das Viertel ab 1965 durch acht- bis zehngeschossige Wohnscheiben erweitert.
Gesellschaftliches Zentrum des Viertels war die „Passage“. Sie entstand zwischen 1964 und 1966 an der Kreuzung der Volkradstraße mit dem Grünzug entlang des Tränkegrabens. Das Wohngebietszentrum wurde im Kontrast zu den drei Hochhäusern als Flachbau ausgeführt. Zahlreiche öffentliche Funktionen des Gebietes waren in einem einheitlichen Komplex an einer inneren „Fußgängerstraße“ konzentriert (Kaufhalle, Gaststätte, Postamt, Apotheke, Frisiersalon). Auch eine Grundschule und eine öffentliche Bibliothek waren in das Zentrum einbezogen. Als die marode „Passage“ um die Jahreswende 2002/2003 abgerissen und durch zwei Zweckbauten ersetzt wurde, verschwand eines der innovativsten Gebäudeensembles der 1960er Jahre im Stadtbezirk Berlin-Lichtenberg. Das Umfeld der neuen Volkradpassage ist 2006–2008 umgestaltet worden.
Die meisten Straßen erhielten die Namen von Gewässern: Baikal, Balaton, Dolgensee, Mellensee, Moldau, Schwarzes Meer.
1992 wurde die Hans-Loch-Straße in Sewanstraße umbenannt. Namensgeber war der Sewansee in Armenien. Damit änderte sich auch der Name des Viertels. Ebenfalls 1992 wurden Teile der Hans-Loch-Straße zu eigenständigen Straßen und erhielten die Namen nordamerikanischer Seen (Erieseering, Huronseestraße).

## Verkehr
Die Sewanstraße wird abschnittsweise von den Buslinien 194, 296 und 396 der BVG durchfahren. Am Nordrand des Viertels liegt der U-Bahnhof Friedrichsfelde, am Ostrand der U-Bahnhof Tierpark. Beide werden von der U-Bahn-Linie U5 angefahren, letzterer ist außerdem an das Straßenbahnnetz (Linien M17, 27 und 37) angeschlossen. Südlich des Viertels befindet sich der Betriebsbahnhof Rummelsburg an der S-Bahn-Linie S3.

## Schulen und Kindereinrichtungen sowie Spiel- und Sportplätze (Auswahl)
- Bernhard-Grzimek-Schule, Sewanstraße 184
- Grundschule, Sewanstraße 43
- Schmetterlings-Grundschule, Dolgenseestraße 60
- Paul- und-Charlotte-Kniese-Schule, Erich-Kurz-Straße 6–10
- George-Orwell-Oberschule, Sewanstraße 223
- Auf einem großen, frei zugängigen Wohnhof hat die WGLi mit Hilfe der Seilfabrik Berlin im Jahr 2018 einen Spielplatz unter der Bezeichnung Geoarena erbaut.
 Er umfasst Kletterelemente in Form einer rund zwei Meter hohen ovalen Halb-Kuppel aus Metallstäben und Netzen, einen Bolzplatz und einen kleinen Fußballplatz. Die Planung und Realisierung lag bei dem Landschaftsarchitekten Bobsien.[6] Nach eigener Aussage solle sie die „größte Geo-Arena Berlins“ sein.[7]

## Persönlichkeiten
- Agnes Kraus (1911–1995), Schauspielerin, lebte in der Mellenseestraße 36[8]
- Herbert Ziergiebel (1922–1988), Schriftsteller, lebte in der Schwarzmeerstraße 50[9]
- Heiner Müller (1929–1995), Schriftsteller, lebte 1979–1993 in der Erich-Kurz-Straße 9[10]